# Facundo Piñero
Facundo Piñero (Mar del Plata, Provincia de Buenos Aires el 26 de septiembre de 1988) es un baloncestista argentino que juega como alero para Ferro de la Liga Nacional de Básquet de Argentina.

## Trayectoria
Formado en la cantera de Quilmes de Mar del Plata, debutó con el equipo profesional en la Liga Nacional de Básquet el 14 de octubre de 2005 en un partido ante River Plate. Sin embargo a mitad de temporada fue transferido a San Martín de Junín para jugar el tramo final del Torneo Nacional de Ascenso. Piñero tuvo la oportunidad de regresar a Mar del Plata, pero en su lugar optó por continuar un año más en la segunda división del baloncesto profesional argentino, ganando experiencia en las filas de Ciudad de Bragado.
Retornó a Quilmes de Mar del Plata a mediados de 2007 y permaneció allí hasta mediados de 2012, ganando temporada tras temporada más minutos de juego (en la última, con su equipo descendido al TNA, registró un promedio de 19.4 minutos por partido).
La temporada 2012-13 la disputó como parte de San Isidro. Piñero fue titular en el equipo que llegó hasta los cuartos de final de la fase de playoffs, cerrando su participación personal con una marca de 16.3 puntos y 5.4 rebotes por encuentro, los mejores números hasta ese momento de su carrera. 
Volvió a vestir la camiseta de Quilmes de Mar del Plata para la temporada 2013-14, pero en la siguiente terminó abandonando al club con el que estaba tan identificado para aportarle su talento a La Unión de Formosa. El alero fue una pieza clave del equipo que terminó como subcampeón en 2016. 
En septiembre de 2017 fue fichado por Instituto, club con el que también se destacaría a nivel individual (fue el líder de triples anotados en la temporada 2018-19 de la LNB) pero con el que no obtendría títulos a nivel colectivo.
Tras dos años con los cordobeses, pasó luego a San Lorenzo. La temporada se vio interrumpida por el inicio de la pandemia de COVID-19. Al retomarse las actividades, Piñero acordó jugar para los Aguacateros de Michoacán de la Liga Nacional de Baloncesto Profesional de México. Luego de terminar como subcampeones del torneo, regresó nuevamente a San Lorenzo, integrándose al plantel que se coronaría campeón de la temporada 2020-21 de la LNB. 
Otra vez tentado para jugar en México durante el receso del baloncesto profesional argentino, el alero decidió esta vez jugar para Fuerza Regia, equipo al que conduciría hasta alcanzar el título. 
En noviembre de 2021, con la temporada de la LNB ya comenzada, fue repatriado por Regatas Corrientes.
Luego de tres temporada en Regatas, en agosto de 2024 firma contrato con Boca Juniors. El 17 de enero de 2025 consigue el título de la Supercopa de La Liga 2024. El 4 de marzo de 2025 se consagra campeón de la Copa Súper 20 2025 frente a su ex-equipo, Instituto de Córdoba. El 20 de julio de 2025 obtiene la Liga Nacional, la segunda en su haber, nuevamente frente a Instituto.
Se unió a Ferro para disputar la temporada 2025-26.

## Selección nacional
Piñero fue parte de los seleccionados juveniles de baloncesto de Argentina, habiendo jugado el Campeonato Sudamericano de Baloncesto Sub-17 de 2005, el Campeonato FIBA Américas Sub-18 de 2006 y el Campeonato Mundial de Baloncesto Sub-19 de 2007. 
Con la selección absoluta debutó en 2019. Fue uno de los candidatos a jugar en la Copa Mundial de Baloncesto de 2019, pero Sergio Santos Hernández lo apartó del equipo junto a Leandro Bolmaro en el último corte antes de definir el plantel que viajaría a China.

## Clubes
| Temporada | Equipo             | País      | Liga |
| 2005-06   | Quilmes            | Argentina | LNB  |
| 2005-06   | San Martín (Junín) | Argentina | TNA  |
| 2006-07   | Ciudad de Bragado  | Argentina | TNA  |
| 2007-08   | Quilmes            | Argentina | LNB  |
| 2008-09   | Quilmes            | Argentina | LNB  |
| 2009-10   | Quilmes            | Argentina | LNB  |
| 2010-11   | Quilmes            | Argentina | TNA  |
| 2011-12   | Quilmes            | Argentina | LNB  |
| 2012-13   | San Isidro         | Argentina | TNA  |
| 2013-14   | Quilmes            | Argentina | LNB  |
| 2014-15   | La Unión           | Argentina | LNB  |
| 2015-16   | La Unión           | Argentina | LNB  |
| 2016-17   | La Unión           | Argentina | LNB  |
| 2017-18   | Instituto          | Argentina | LNB  |
| 2018-19   | Instituto          | Argentina | LNB  |
| 2019-20   | San Lorenzo        | Argentina | LNB  |
| 2020      | Aguacateros        | México    | LNBP |
| 2020-21   | San Lorenzo        | Argentina | LNB  |
| 2021      | Fuerza Regia       | México    | LNBP |
| 2021-22   | Regatas            | Argentina | LNB  |
| 2022      | Fuerza Regia       | México    | LNBP |
| 2022-23   | Regatas            | Argentina | LNB  |
| 2023-24   | Regatas            | Argentina | LNB  |
| 2024-25   | Boca Juniors       | Argentina | LNB  |
| 2025-26   | Ferro              | Argentina | LNB  |

## Palmarés
| Título                                  | Club         | País      | Año     |
| --------------------------------------- | ------------ | --------- | ------- |
| Torneo Nacional de Ascenso              | Quilmes      | Argentina | 2010-11 |
| Liga Nacional de Básquet                | San Lorenzo  | Argentina | 2020-21 |
| Liga Nacional de Baloncesto Profesional | Fuerza Regia | México    | 2021    |
| Supercopa de La Liga                    | Boca Juniors | Argentina | 2024    |
| Copa Súper 20                           | Boca Juniors | Argentina | 2025    |
| Liga Nacional de Básquet                | Boca Juniors | Argentina | 2024-25 |

## Vida privada
Facundo Piñero es hermano de Patricio Piñero y de Francisco Piñero, ambos baloncestistas profesionales.